# Overnight Index Swap
Ein Overnight Index Swap (OIS) ist ein Zinsswap, bei dem ein fixer Zins gegen einen variablen getauscht wird, wobei sich der variable Zins auf einen Overnight Index bezieht (für Euro €STR, früher EONIA). Die variable Seite des Swaps wird nicht täglich gezahlt, sondern in einer vereinbarten Periodizität (z. B. jährlich) mit der fixen Seite verrechnet.
Bei Geschäftsabschluss wird die Höhe des fixen Satzes, das Nominalvolumen und die Laufzeit vereinbart.
Je Währung bzw. relevantem Index werden die Swaps unterschiedlich genannt:
- EUR: €STR-Swap
- USD: SOFR-Swap
- GBP: SONIA-Swap
- CHF: SARON-Swap